# Octospora axillaris
Octospora axillaris är en svampart som först beskrevs av Christian Gottfried Daniel Nees von Esenbeck, och fick sitt nu gällande namn av Meinhard (Michael) Moser 1963. Octospora axillaris ingår i släktet Octospora och familjen Pyronemataceae.   Inga underarter finns listade i Catalogue of Life.